# Eftychía Karayiánni
Eftychía Karayiánni (en grec moderne : Ευτυχία Καραγιάννη), née le 10 octobre 1973, est une joueuse de water-polo internationale grecque. Elle remporte la médaille d'argent lors Jeux olympiques d'été de 2004 avec l'équipe de Grèce.

## Palmarès

### En sélection
- Grèce
  - Jeux olympiques :
    - Médaille d'argent : 2004.

  - Ligue mondiale :
    - Vainqueur : 2005.